# Bloody Sunday (1972)
Pour les articles homonymes, voir Bloody Sunday.
Ne doit pas être confondu avec Bloody Sunday (1920).
Bloody Sunday (irlandais : Domhnach na Fola, parfois anglais : Bogside Massacre, français : Massacre du Bogside ou Dimanche sanglant) est le nom donné à la tuerie survenue le dimanche 30 janvier 1972 dans le quartier de Bogside à Derry en Irlande du Nord, au cours de laquelle vingt-huit manifestants pacifistes des droits civiques et des passants ont été pris pour cible par des soldats de l'armée britannique.
Treize hommes dont sept adolescents sont morts immédiatement ; un autre homme blessé ce jour-là est mort quatre mois et demi plus tard. Quatorze personnes furent également blessées, douze par balles et deux écrasées par des véhicules militaires. Cinq de ces blessés ont été touchés dans le dos.
Le drame est survenu au cours de la marche de l'association nord-irlandaise pour les droits civiques ; les soldats impliqués appartenaient au 1er bataillon du régiment de parachutistes du Royaume-Uni.
John Lennon, dans son album Some Time in New York City sorti en 1972, le groupe punk de l'Ulster, Stiff Little Fingers avec son titre Bloody Sunday, puis le groupe de rock U2 dans sa chanson Sunday Bloody Sunday, rendent hommage aux victimes de cet événement.

## Contexte

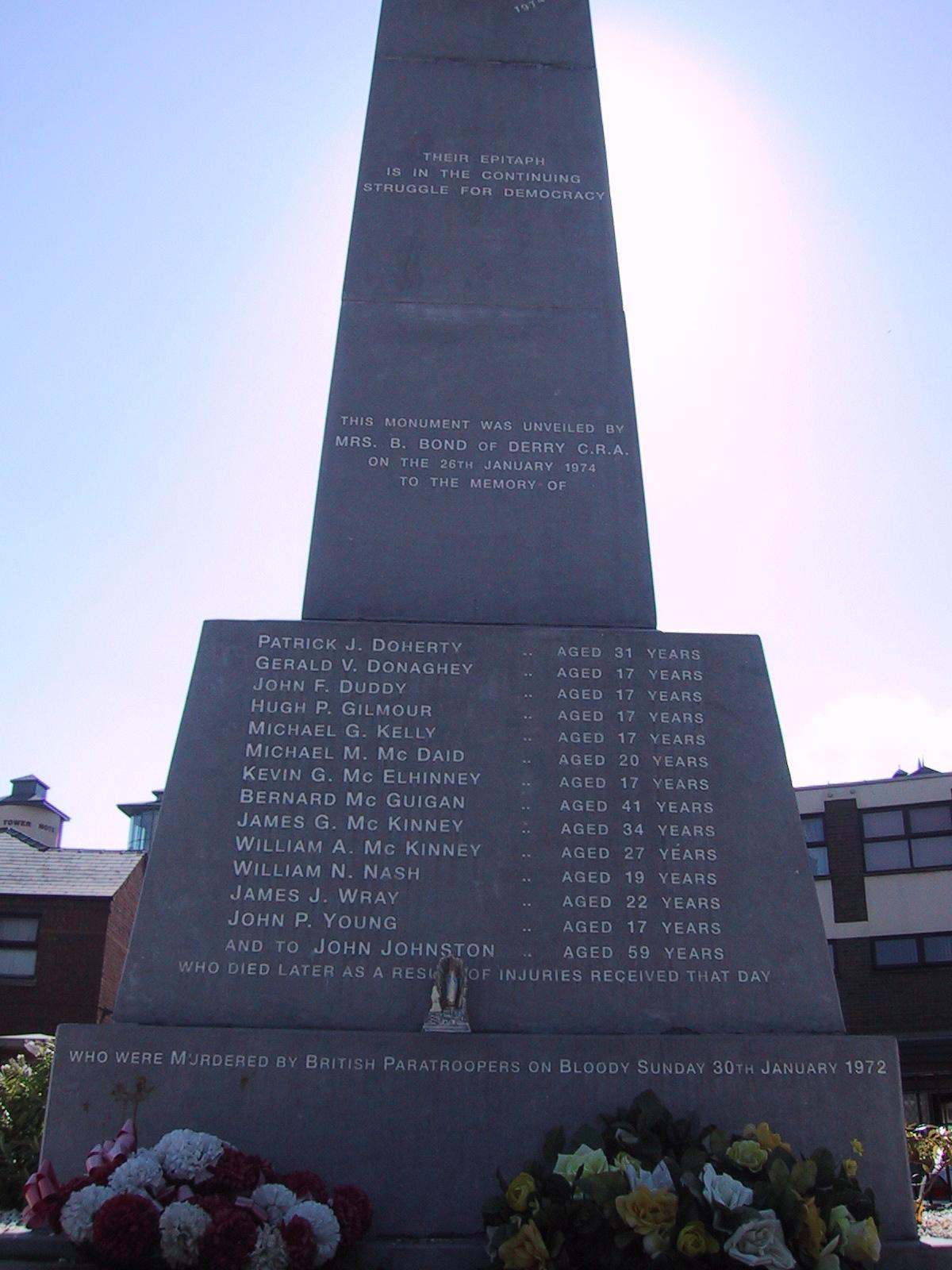
Mémorial à Londonderry, sur les lieux de l’événement.

À la fin des années 1960, la discrimination contre la minorité catholique (délimitation des circonscriptions électorales favorisant le vote protestant (pratique connue sous le nom de gerrymandering), attribution des logements publics) conduit des organisations telles que l'Association nord-irlandaise pour les droits civiques (NICRA) à mettre en place une campagne non-violente pour promouvoir l'égalité de droits entre catholiques et protestants. Cependant, à la suite d'attaques sur les droits civils des manifestants par les loyalistes protestants, ainsi que par les membres de la Police royale de l'Ulster (RUC), la colère et la violence s'amplifient. En 1969, la bataille du Bogside éclate après les perturbations qui ont suivi une parade des Apprentice Boys of Derry. Les résidents du Bogside ont érigé des barricades autour de la zone afin de résister aux incursions de la police. Après trois jours d'émeutes la Police royale d'Ulster s'avère incapable de rétablir l'ordre ; le gouvernement d'Irlande du Nord demande alors le déploiement de l'armée britannique.
Celle-ci est d'abord accueillie par les catholiques comme une force neutre par rapport à la Police royale d'Ulster, mais les relations entre les nationalistes et l'armée se détériorent rapidement. Le 8 juillet 1971, deux émeutiers (Seamus Cusack et Desmond Beattie) sont abattus dans le Bogside par des soldats dans des circonstances controversées. Les soldats ont affirmé qu'ils étaient armés, ce qui a été démenti par la population locale, ainsi que par des nationalistes modérés (dont John Hume et Gerry Fitt qui quittent alors le Parlement d'Irlande du Nord en signe de protestation),.
En réponse à l'escalade de la violence à travers l'Irlande du Nord, l'internement sans procès est introduit le 9 août 1971. Dans un geste de quid pro quo pour les nationalistes, toutes les marches et défilés sont interdits, y compris la marche éclair des Apprentice Boys de Derry qui devait avoir lieu le 12 août. L'introduction de l'internement provoque des troubles dans toute l'Irlande du Nord, avec 21 personnes tuées en trois jours d'émeutes. Le 10 août Paul Challenor est le premier soldat à être tué par l'Armée républicaine irlandaise provisoire, à Londonderry, où il a été abattu par un sniper à Creggan (en). Six autres soldats avaient été tués à Londonderry à la mi-décembre 1971. 1 932 cartouches ont été tirées sur l'armée britannique, qui a dû faire face aussi à 211 explosions et 180 bombes artisanales et qui a dû tirer en retour 364 coups de feu.
Les activités de l'Armée républicaine irlandaise provisoire ont également augmenté dans le Nord de l'Irlande avec une trentaine de soldats britanniques tués dans les derniers mois de 1971, contre dix soldats tués pendant la période pré-internement durant la même année. L'armée républicaine irlandaise officielle et l'armée républicaine irlandaise provisoire avaient établi à Londonderry une « zone de non-droit » pour l'armée britannique et la Police royale grâce à l'utilisation des barricades. À la fin de l'année 1971, 29 barricades avaient été mises en place pour empêcher l'accès à ce qui était connu comme le Free Derry ; 16 d'entre elles étaient impraticables, même pour les véhicules blindés d'une tonne de l'armée britannique. Les membres de l'IRA ont monté ouvertement des barrages routiers en face des médias, et des affrontements quotidiens ont eu lieu entre jeunes nationalistes et soldats britanniques à un endroit connu sous le nom de « aggro corner ». En raison des émeutes et des dommages causés aux magasins par les bombes incendiaires, le total des dommages subis par les entreprises locales est estimé à 4 000 000 £.
Malgré l'interdiction, l'Association nord-irlandaise pour les droits civiques planifie une manifestation pacifique à Londonderry le 30 janvier 1972 pour protester contre l’internement administratif, décidé par le Parlement nord-irlandais le 9 août 1971. Informées de cette marche, les autorités ont décidé de l'autoriser de façon qu'elle se poursuive dans la zone nationaliste de la ville, le but étant de l'empêcher d'atteindre le Guildhall (en) (siège du conseil de la cité de Derry), comme c'était initialement prévu par les organisateurs. Le major-général Robert Ford, alors commandant des forces terrestres en Irlande du Nord, a donné l'ordre au 1er bataillon du régiment de parachutistes (1 PARA) de se rendre à Londonderry avec pour mission d'arrêter les possibles émeutiers pendant la marche. Le Régiment parachutiste arrive à Londonderry le matin du dimanche 30 janvier 1972 et prend position dans la ville.

## Événement duBloody Sunday
Les manifestants avaient prévu de marcher vers le Guildhall, mais en raison de barricades de l'armée conçues pour modifier le parcours, ils furent redirigés vers Free Derry Corner. Un groupe d'adolescents se sépara du défilé et tenta de franchir la barricade pour marcher vers le Guildhall. Ils attaquèrent la barricade de l'armée britannique avec des pierres. À ce stade, un canon à eau, des gaz lacrymogènes et des balles en caoutchouc sont utilisés pour disperser les émeutiers. Ces affrontements entre les soldats et les jeunes étaient alors courants, même si des observateurs ont rapporté que les émeutes étaient peu intenses. Sur la William Street, deux civils, Damien Donaghy et John Johnston, sont blessés par balle par des soldats qui affirmeront que ce dernier portait un objet noir cylindrique.
À un certain moment, des rapports donnés au centre de commandement de l'Armée auraient indiqué qu'un sniper de l'IRA opérait dans la zone. À 16 h 07, la brigade autorise le régiment parachutiste britannique à entrer dans le Bogside. L'ordre de tirer à balles réelles est donné et un jeune homme est abattu alors qu'il descendait la Chamberlain Street, loin de la progression des troupes. Cette première victime, Jackie Duddy, était parmi la foule qui s'enfuyait. Il courait aux côtés d'un prêtre, le futur évêque Edward Daly, lorsqu'il fut abattu dans le dos. La poursuite des violences par les troupes britanniques s'intensifie et finalement l'ordre est donné de mobiliser les troupes dans une opération d'arrestation, à la poursuite de la queue du groupe principal des manifestants dans Free Derry Corner.
Malgré un ordre de cessez-le-feu du quartier général de l'armée, plus d'une centaine de cartouches furent tirées directement dans la foule par les troupes sous le commandement du Major Ted Loden. Douze autres personnes furent tuées, beaucoup d'entre elles tentaient d'aider celles déjà tombées sous les balles. Quatorze autres furent blessées, douze par des tirs de soldats et deux renversées par des véhicules blindés.

## Les victimes

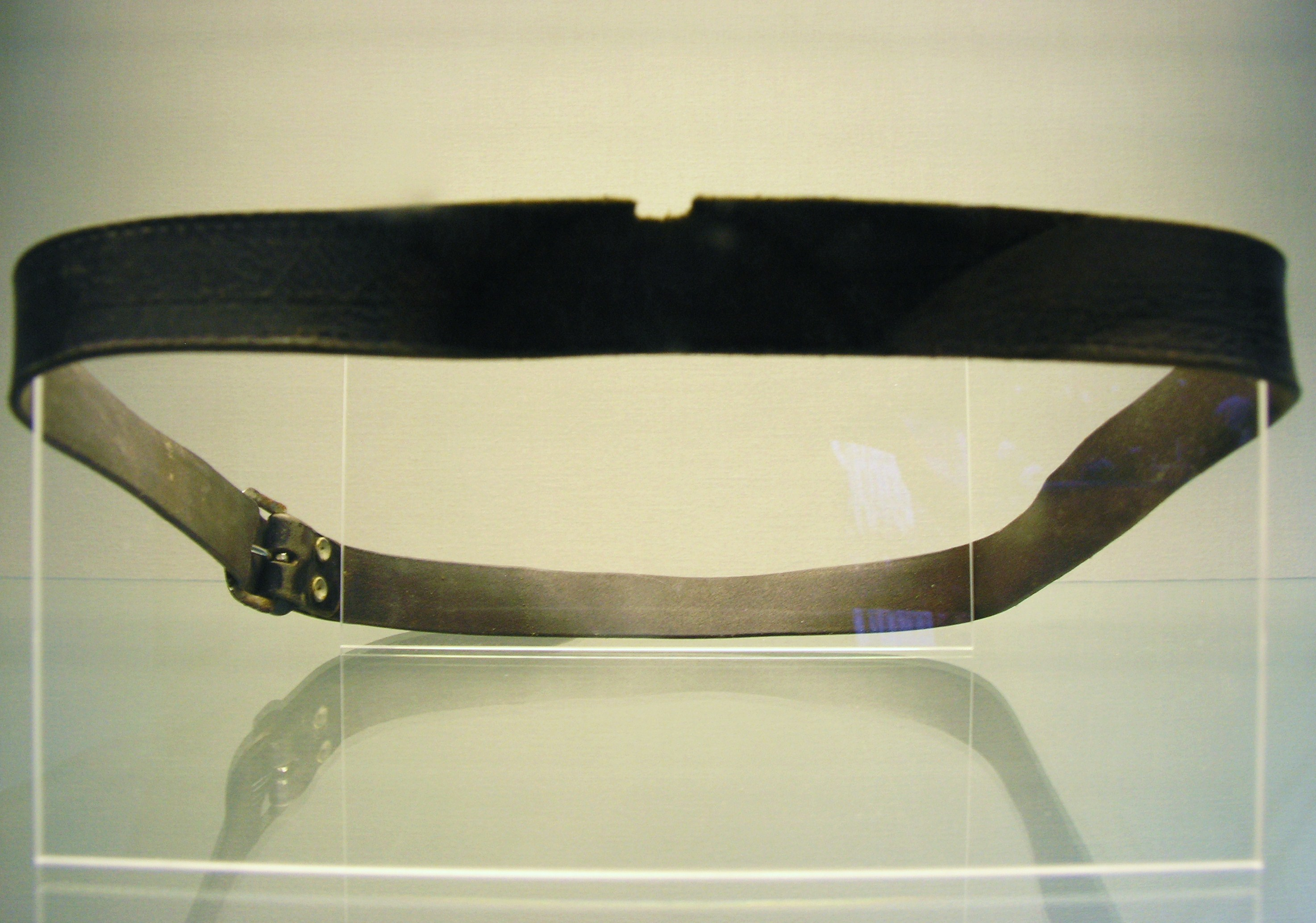
Ceinture portée par Patrick Doherty. L'entaille a été faite par la balle qui l'a tué.

- John (Jackie) Duddy (17 ans). Abattu d'une balle dans le dos sur le parking des appartements de Rossville. Quatre témoins ont déclaré que Duddy n'était pas armé et était en train de fuir les parachutistes quand il fut tué. Trois d'entre eux ont vu un soldat viser délibérément le jeune homme lorsqu'il courait. Il est mort sept ans avant la naissance de son neveu John Duddy (en), qui deviendra un boxeur célèbre[22].
- Patrick Joseph Doherty (31 ans). Abattu par derrière alors qu'il tentait de ramper pour se mettre à l'abri sur le parking des appartements de Rossville. Doherty a fait l'objet d'une série de photographies, prises avant et après sa mort par le journaliste français Gilles Peress. Malgré le témoignage du « Soldat F » qui affirmait avoir tiré sur un homme tenant et utilisant un pistolet, John Widgery a reconnu que les photographies montraient que Doherty n'était pas armé, et que les tests médico-légaux pour trouver des résidus de tir sur ses mains se sont révélés négatifs[22],[23].
- Bernard McGuigan (41 ans). Tué d'une balle à l'arrière de la tête alors qu'il était allé aider Patrick Joseph Doherty, en agitant un mouchoir blanc pour indiquer aux soldats ses intentions pacifiques[3].
- Hugh Pious Gilmour (17 ans). Après l'avoir touché au coude droit, la balle est entrée dans sa poitrine alors qu'il s'éloignait en courant des parachutistes sur Rossville Street[22]. John Widgery a reconnu qu'une photographie prise quelques secondes après que Gilmour a été touché corrobore les dires de témoins affirmant qu'il n'était pas armé, et que les tests de résidus de tir ont été négatifs[3].
- Kevin McElhinney (17 ans). Abattu par derrière alors qu'il tentait de ramper pour se mettre à l'abri à l'entrée des appartements de Rossville. Deux témoins ont déclaré que McElhinney n'était pas armé[22].
- Michael Gerald Kelly (17 ans). Touché à l'estomac alors qu'il se tenait près des décombres de la barricade en face des appartements de Rossville. John Widgery a admis que Kelly n'était pas armé[22].
- John Pius Young (17 ans). Touché en pleine tête alors qu'il se tenait près des décombres de la barricade. Deux témoins ont déclaré qu'Young n'était pas armé[22].
- William Noel Nash (19 ans). Touché à la poitrine près de la barricade. Des témoins ont déclaré que Nash n'était pas armé et venait en aide à une autre personne touchée quand il a été tué[22].
- Michael M. McDaid (20 ans). Touché au visage à la barricade, alors qu'il était en train de quitter à pied le lieu où se trouvaient les parachutistes. La trajectoire de la balle a indiqué qu'il pourrait avoir été tué par des soldats placés sur les murs de Londonderry[22].
- James Joseph Wray (22 ans). Blessé puis abattu à bout portant alors qu'il était couché sur le sol. Les témoins (qui n'ont pas été appelés devant le Tribunal de Widgery) ont déclaré que Wray criait qu'il ne pouvait pas bouger ses jambes avant qu'il soit mortellement touché la deuxième fois[22].
- Gerald Donaghy (17 ans). Touché à l'estomac tout en essayant de courir pour se mettre à l'abri entre Glenfada Park et Abbey Park. Donaghy a été amené dans une maison voisine par des passants, où il a été examiné par un médecin. Ses poches ont été fouillées afin de l'identifier. Plus tard, la photo du cadavre de Donaghy a montré des bombes à clous dans ses poches. Ni ceux qui fouillèrent ses poches dans la maison, ni l'officier médical de l'armée britannique (Soldat 138) qui le déclara mort peu après ne disent avoir vu des bombes. Donaghy avait été un membre de la Fianna Éireann, un mouvement de jeunesse républicain lié à l'Armée républicaine irlandaise[22]. Paddy Ward, un informateur de la police[24] qui a témoigné lors de l'enquête de Saville, a affirmé qu'il avait donné deux bombes à clous à Donaghy plusieurs heures avant qu'il soit abattu[25].
- Gerald (James) McKinney (34 ans). Touché juste après Gerald Donaghy. Des témoins ont déclaré que McKinney courait derrière Donaghy, s'est arrêté et a levé les bras en criant « Ne tirez pas ! Ne tirez pas ! », quand il a vu tomber Donaghy. On lui a ensuite tiré dans la poitrine[22].
- William Anthony McKinney (27 ans). Touché par derrière lorsqu'il a tenté d'aider Gerald McKinney. Il avait quitté la zone de couverture afin d'essayer d'aider Gerald.
- John Johnston (59 ans). Touché à la jambe et à l'épaule gauche sur William Street 15 minutes avant que le reste de la fusillade ait commencé[22],[26]. Johnston n'était pas dans la marche, mais sur son chemin pour rendre visite à un ami à Glenfada Park[26]. Il est mort quatre mois et demi plus tard ; sa mort a été attribuée aux blessures reçues ce jour-là. Il fut le seul à ne pas mourir immédiatement ou peu de temps après avoir été touché[22].

## Contexte historique
La NICRA, menée par Ivan Cooper, est déterminée à éviter toute violence entre les différents protagonistes. Malgré son dialogue avec les autorités unionistes d'une part et les paramilitaires de l'IRA de l'autre et ses tentatives de négociation avec les forces de l'ordre britanniques, la manifestation dégénère et vingt-huit manifestants sont blessés par balles dont treize décéderont sur place. Une quatorzième personne mourra quatre mois et demi plus tard des blessures reçues ce jour-là. Deux versions coexistent :
- selon les Britanniques, les parachutistes auraient essuyé des tirs de la part de l'IRA auxquels ils auraient riposté ;
- selon les manifestants, l'armée britannique a délibérément tiré sur une foule désarmée.

Cette journée, désormais inscrite dans l'Histoire sous le nom de Bloody Sunday, marque une nouvelle étape dans le conflit nord-irlandais. Les rangs de l'IRA se gonflèrent après ce massacre, entraînant un engrenage mortel d'attentats et de représailles entre les camps en présence, comme lors du Bloody Friday à Belfast. L'armée britannique perdit de sa crédibilité dans l'esprit des républicains qui ne virent plus en elle une force d'interposition mais une force de répression, au même titre que la Royal Ulster Constabulary (RUC).

## Enquêtes
Une enquête menée rapidement par une commission présidée par Lord Widgery (en) blanchit l'armée britannique en concluant qu'elle répondait aux tirs de l'IRA provisoire. Cependant, aucune arme n'a été retrouvée sur les lieux, pas plus que de traces d'explosif sur les victimes. De plus, toutes les victimes se comptent parmi les manifestants ; aucun soldat n'a été tué ou blessé ce jour-là. Les familles des victimes reprochent à l'enquête menée par Widgery son manque d'objectivité. Le rapport Widgery est également critiqué pour son parti-pris dans l'audition des témoins. Ces positions expliquent la polémique persistante entre les partisans des deux versions qui campent sur leurs positions respectives.
Le 16 mai 1997, Channel 4 diffuse un documentaire des journalistes Lena Ferguson et Alex Thomson dans lequel quatre soldats révèlent anonymement que les parachutistes ont tiré l'arme à la hanche dans la foule, contredisant la thèse officielle qui prétendait que les tirs avaient visé des cibles précises et hostiles.
Du fait des critiques adressées à la version britannique de cet événement, le Premier ministre Tony Blair fait ouvrir une nouvelle enquête le 29 janvier 1998, veille de la commémoration annuelle de la tragédie. L'enquête est confiée au juge Mark Saville, assisté de magistrats canadiens et australiens. Entre 1998 et novembre 2004, 921 témoins sont entendus et 1 555 témoignages écrits examinés. Plusieurs soldats avoueront avoir menti lors de leurs dépositions précédentes et reconnaîtront que les victimes étaient désarmées. Attendu pour 2007, le rapport final est publié le 15 juin 2010 à Derry. Les familles des victimes organisent pour l'occasion une marche silencieuse. À la suite de sa publication, le gouvernement britannique, par une intervention de David Cameron à la Chambre des communes, reconnaît la responsabilité des parachutistes et présente ses excuses publiques. Si leurs actes n'étaient pas prémédités, l'enquête précise que :
- tandis qu'aucun militaire ne se trouvait en état de légitime défense, ils tirèrent sur des innocents, sans sommation ni avertissements, alors qu'il leur était parfaitement visible que les civils étaient désarmés et cherchaient à prendre soin des blessés ;
- ils ont par la suite menti sur les circonstances exactes de l'incident[29].

Si le rapport Saville a été plutôt bien reçu par les familles des victimes, il n'en a pas moins essuyé des critiques venant des deux camps. Pour certains activistes républicains, la publication de ce rapport est avant tout une opération de communication au service du gouvernement britannique. Les réponses apportées par ce rapport ne font pas non plus l'unanimité au sein des proches des victimes, notamment en ce qui concerne les cas de Gerald Donaghy, qui a été accusé de transporter des bombes à clous lors de sa mort. Enfin, le fait que les témoins de l'enquête, notamment les soldats ayant ouvert le feu sur la foule, aient reçu l'assurance qu'ils ne seraient pas poursuivis pour les faits révélés dans le rapport, suscite une certaine frustration au sein de la communauté catholique. De l'autre côté, le rapport a été perçu par certains unionistes comme un cadeau injustement offert aux républicains.

## Hommage

### Une fresque à la mémoire duBloody Sunday
Pendant le conflit, catholiques et protestants se sont aussi affrontés à coups de fresques sur les façades de leurs villes. Aujourd'hui, ces œuvres attirent les visiteurs du monde entier.
Dans le quartier républicain du Bogside, à Londonderry, à l'endroit même où le conflit débuta, se trouve une fresque commémorant le Bloody Sunday de 1972. Elle sert moins à défier les protestants qu'à célébrer l'identité catholique.

### Une source d'inspiration artistique
Deux chansons nommées Sunday Bloody Sunday, la première de John Lennon en 1972, et la seconde de U2 en 1983, ainsi que Give Ireland Back to the Irish des Wings en 1972 et Zombie de The Cranberries en 1994, s'inspirent de ces événements. Le film Bloody Sunday de 2002, réalisé par Paul Greengrass relate également ces événements.
Aussi, la série nommée "Derry Girls" et sortie en France en 2018, donne à voir l'histoire d'adolescentes et de leurs familles dans le Derry de la fin des années 90, juste avant l'accord de Belfast.